# Barthélemy Boganda
Barthélemy Boganda (4 d'abril del 1910 - 29 de març del 1959) fou el líder polític nacionalista de l'actual República Central Africana Boganda fou actiu abans de la independència del seu país, durant el període en què la zona, part de l'Àfrica Equatorial Francesa era administrada per França sota el nom d'Ubangui-Chari. Fou el primer Primer Ministre del territori autònom de la República Central Africana.
Boganda va néixer en una família d'agricultors de subsistència i fou adoptat i educat per missioners catòlics. El 1938 fou ordenat com el primer sacerdot catòlic d'Ubangui-Chari. Durant la Segona Guerra Mundial, Boganda va servir en diverses missions i posteriorment fou persuadit pel bisbe de Bangui que entrés en política. El 1946, va esdevenir el primer Ubanguià elegit per l'Assemblea Nacional Francesa, en la que va mantenir una plataforma política contra el racisme i el règim colonial. Després va retornar a Ubangui-Chari per a formar les bases d'un moviment d'oposició al règim colonial francès. Aquest moviment va dur a la formació del Moviment per a l'Evolució Social de l'Àfrica Negra (MESAN) i va esdevenir popular entre els camperols i les classes treballadores. La reputació de Boganda fou fortament danyada quan va abandonar la fe catòlica i va esdevenir laic quan es va casar amb Michelle Jourdain. Tot i això, va continuar treballant per la igualtat i els drets cívics dels negres al territori a la dècada dels 50 del segle xx.
El 1958, després que la Quarta República Francesa va començar a considerar la independència de la majoria de les colònies africanes, Boganda es va trobar amb el Primer Ministre Charles de Gaulle per a discutir els termes de la independència d'Ubangui-Chari. De Gaulle va acceptar el que Boganda volia i l'1 de desembre Boganda va declarar l'establiment de la República Central Africana. Ell va esdevenir el primer Primer Ministre del territori autònom i provà d'esdevenir el primer President de la República Centreafricana independent. Però el 29 de març del 1959 fou assassinat en un misteriós accident aeri quan anava a Bangui. Experts van trobar una traça d'explosius a les restes de l'avió. Tot i que mai es va descobrir els responsables de l'accident, la gent va sospitar dels serveis secrets francesos i que la seva dona hi estava involucrada. Però poc després de la seva mort, el seu somni es va realitzar, quan la República Centreafricana va obtenir la independència formal de França.

## Biografia

### Infantesa i joventut
Boganda va néixer en el si d'una família de ramaders de subsistència a Bobangui, una important població M'Baka a Lobaye, localitzada als límits d'un bosc equatorial a 80 km al sud-oest de Bangui. L'explotació comercial per part dels francesos de Centreàfrica havia assolit el seu apogeu a l'època del naixement de Boganda i, tot i que es va interrompre per la Primera Guerra Mundial, a la dècada dels anys vint els francesos la van reprendre. Els consorcis francesos utilitzaven el que era una forma d'esclavitud - la corvée -. Un dels principals consorcis era la Companyia forestal Sangha-Ubangui, involucrada en la recol·lecció de cautxú al districte de Lobaye.
A finals dels anys 1920, la mare de Boganda fou colpejada fins a la mort per oficials de la companyia quan recollia cautxú a la selva. El seu oncle, pare de Jean-Bédel Bokassa que més tard es coronaria a si mateix Emperador de l'Imperi Centreafricà fou mort a cops a una comissaria policial per la seva suposada oposició a treballar. El pare de Boganda era un bruixot-doctor que havia practicat rituals caníbals.
Durant els seus anys d'infantesa, Boganda fou adoptat per missioners catòlics. Quan era un infant va estudiar a l'escola oberta a Mbaiki pel fundador de la ciutat, el lloctinent Mayer. Des del desembre del 1921 al desembre del 1922 va passar dues hores diàries amb monsenyor Jean-Réné Calloch que el va ensenyar a llegir, mentre la resta del temps el dedicava al treball manual. Al desembre del 1924, es va batejar amb el nom de Bathélemy, en honor d'un dels dotze apòstols de Jesús que es creia que havia treballat com a missioner a Àfrica. El Pare Gabriel Herrau va enviar a Boganda a l'escola catòlica de Betou i posteriorment a l'escola de la Missió de Saint Paul, a Bangui, a on va completar els seus estudis primaris sota Mgr. Calloch, al que considerava el seu pare espiritual. Els missioners el van encoratjar a estudiar estudis secundaris en petits seminaris a Brazzaville i Kisantu (portats per jesuïtes belgues) abans d'anar al seminari de Yaoundé, que era més important. El 17 de març del 1938 va ser ordenat i va esdevenir el primer sacerdot nadiu africà d'Ubangui-Chari. Va exercir el ministeri a Bangui, Grimari i Bangassou, i el 1939 el bisbe el destinà a treballar en l'exèrcit francès. Va servir en diverses missions a la Segona Guerra Mundial.

### Inicis a la política i matrimoni
Després de la Segona Guerra Mundial, el bisbe de Bangui, el bisbe Grandin va demanar a Boganda que l'ajudés a complementar els seus treballs socials i humanitaris a través de l'acció política. Boganda es va decidir a participar en les eleccions de l'Assemblea Nacional francesa. El 10 de novembre del 1946 va esdevenir el primer Ubanguià electe en la mateixa després de guanyar als altres tres candidats que s'hi presentaren. Boganda va arribar a París vestit amb el seu uniforme clerical i es va presentar com el fill d'un caníbal polígam. A partir del 1947 Boganda va emprendre una campanya contra el racisme i el règim colonial. Però aviat es va adonar dels límits de la seva influència a França (tot i que va servir al Parlament fins al 1958) i va decaure la seva activitat parlamentària, va retornar a Oubangui-Chari per a organitzar moviments de base de professors, camioners i petits productors en contra el colonialisme francès. El 28 de setembre del 1949, a Bangui, va fundar el Mouvement pour l'évolution sociale de l'Afrique noire (MESAN), un moviment polític i partit que buscava afirmar la humanitat negra i que ràpidament va dominar la política local. El seu credo polític es resumia en la frase en Sango "zones kWe zones", que traduït al català significa: "tot ésser humà és persona". Pretenia el tractament d'igualtat i els drets civils dels negres de la Unió Francesa més que la independència, almenys al principi de la seva vida política. Va desmarginalitzar grans masses de gent -dones, joves, treballadors, cultivadors pobres- i les va col·locar al centre per a fer-los protagonistes en la construcció de la història del seu país.
El moviment fou més popular entre els vilatans que entre els évolué de les ciutats, als que Boganda considerava servils i als que va anomenar amb el terme pejoratiu "Mboundjou-Voko " ("Negres blancs"). A més a més va crear l'Intergroupe Liberal Oubanguien (ILO) el 1953, l'objectiu del qual era que hi hagués un nombre igual de polítics blancs i negres a l'assemblea. Les activitats del MESAN van fer enutjar l'administració francesa i les companyies de comerç de cotó, cafè, diamants i altres matèries primeres, que estaven en contra d'aquest auge del nacionalisme negre i odiaven particularment a Boganda, ja que el veien com un demagog revolucionari perillós i van decidir desfer-se'n. També van establir sucursals locals de l'FPR per a contrarestar el MESAN i la presència de l'African Democratic Rally (RDA) a uns altres tres territoris de l'Àfrica Equatorial Francesa que van plantejar una amenaça per al MESAN, però el 1958, tot i que altres partits foren permesos, aquests havien estat reduïts a grups petits. En moltes ocasions, el General Charles de Gaulle va expressar la seva simpatia per Oubangui-Chari, que havia ajudat l'exèrcit de la França Lliure de De Gaulle des de l'agost del 1940, i va refusar donar suport a les intrigues violentes de l'RPF contra Boganda i va acceptar les demandes de Boganda a favor de la independència.
Boganda es va enamorar d'una jove francesa, Michelle Jourdain que treballava de secretària parlamentària. Es van casar el 13 de juny del 1950. Això feu que fos expulsat del sacerdoci i que perdés el suport de la jerarquia catòlica. El matrimoni va tenir dues filles i un fill. L'afer va causar un petit escàndol a París però va fer poc per disminuir-ne la popularitat entre el seu poble. A l'Assemblea Nacional, va continuar la batalla, sovint en va, contra els capítols repressius de l'administració francesa a Oubangui-Chari. Es posicionà en contra dels arrestos arbitraris, el cultiu de cotó obligatori, els baixos salaris i l'exclusió dels negres dels restaurants i els cinemes.

### Augment de la popularitat i el camí vers l'autonomia
El 29 de març del 1951, Boganda fou sentenciat a dos mesos de presó després de ser arrestat el 10 de gener per "posar la pau en perill" després que intervingués en una disputa en un mercat local (l'"Incident Bokanda" a Lobaye). La seva dona fou sentenciada a 15 dies de presó però tampoc els va complir. El 17 de juny, fou reelegit per l'Assemblea Nacional francesa amb el 48% dels vots, tot i els obstacles que va patir per part de l'administració i la dura oposició de les autoritats, colonialistes, missioners i dos candidats francesos importants que s'hi oposaren. En aquest moment va emergir com un heroi extraordinàriament popular i un líder messiànic nacionalista al seu país; el MESAN va esdevenir el partit majoritari a les eleccions de l'Assemblea Territorial del març del 1952. En aquest període, dividia el seu temps entre les seves plantacions de cafè, el seu treball per l'emancipació i les noves posicions polítiques. A l'abril del 1954 va esclatar a Berbérati un incident que va demostrar el talent de Boganda. Un agent d'obres blanc, que recentment havia manifestat una gran brutalitat cap als africans, va anunciar que el seu cuiner i la seva dona havien mort. Això va fer esclatar un motí i el governador va enviar paracaigudistes i vehicles blindats. Boganda va dubtar si aparèixer en una ciutat que no era un dels seus bastions, però ho va fer i va declarar davant els manifestants que la justícia seria igual per als blancs que per als negres, cosa que va calmar la gent i els va dispersar.

Mapa dels proposats Estats Units de l'Àfrica Llatina: la República Centreafricana a més a més dels estats actuals d'Angola, Burundi, Camerun, el Txad, la República Democràtica del Congo, la República del Congo, Guinea Equatorial, Gabon i Ruanda.

Boganda va jugar un rol crucial al començament de l'autonomia interna (1956-58), tot i ser relativament conservador a favor dels interessos francesos i que no demanava la independència immediata. Boganda va obtenir el 89% dels vots en les Eleccions legislatives franceses de 1956. Aquest any va estar a favor de la representació europea en les llistes electorals a canvi del suport financer dels empresaris francesos i el 18 de novembre fou elegit com el primer alcalde de Bangui. El 31 de març del 1957, el MESAN va guanyar tots els escons de l'Assemblea Territorial d'Ubangi-Shari; el 18 de juny, fou elegit president del Gran Consell de l'Àfrica Equatorial Francesa (un fòrum que utilitzà per a promoure la unitat africana) i al maig esdevingué vicepresident del Consell de Govern d'Oubangui-Chari (el governador francès encara n'era el president).
Pragmàtic, Boganda va parlar el 30 de desembre del 1957 davant l'assemblea local, lloant el nou Comitè de Salut Econòmica que preveia l'administració conjunta de l'economia entre els colons francesos i els regidors territorials del MESAN (ho anomenà "la unió del capital i treball Ubanguià"), però la falta d'inversió francesa i l'oposició dels Ubanguians ben aviat el va fer apartar-se d'aquesta idea. Tot i les nombroses declaracions a favor de la independència a gran part de l'Àfrica francòfona, Boganda es va adonar que una Ubangui-Chari independent s'enfrontaria a greus problemes econòmics des del començament. Alternativament, va advocar per la independència de tota l'Àfrica Equatorial Francesa i la seva integració en uns Estats Units de l'Àfrica Llatina, que comprengués les colònies franceses, belgues i portugueses de l'Àfrica central; va intentar per Ubangui-Chari una unió federal dins aquesta estructura. De totes maneres, aquesta federació es va provar no real, degut a la gelosia regional i a les ambicions personals i Boganda va acceptar la constitució només d'Ubangui-Chari com la República Centreafricana. Així, l'1 de desembre del 1958, quan Boganda va declarar l'establiment de la República Centreafricana com a membre autònom de la Comunitat Francesa, el nom es va aplicar només a Ubangui-Chari. El 8 de desembre es va formar el primer govern de la República Centreafricana, amb Boganda com a Primer Ministre; el governador francès va esdevenir alt comissionat. El nou govern va començar legislant contra la nudesa i la vagància. Encara es plasmava l'educació religiosa de Boganda. La seva tasca principal, però, fou la d'aprobar una constitució democràtica, modelada en la francesa; aquesta fou aprobada per l'Assemblea el 16 de febrer del 1959. La Unió Centreafricana va esdevenir formalment independent el 13 d'agost del 1960.

### Mort i seqüeles
Boganda estava a punt de convertir-se en el primer president de la República Centreafricana quan va pujar a un avió a Berbérati en direcció a Bangui, el 29 de març del 1959, just abans de les eleccions legislatives. L'avió va esclatar a l'aire, sobre Boukpayanga, a la sots-prefectura de Boda (a uns 160 km a l'oest de Bangui), va matar tots els passatgers i la tripulació. No es va aclarir mai la causa de l'explosió misteriosa i no es va formar cap comissió d'investigació; tot i que es va haver sospites de sabotatge. La nació estava sota shock per la mort del seu líder, el funeral del qual va ser el 2 d'abril a la catedral del Notre-Dame de Bangui, a la que van assistir milers d'Ubanguians. L'edició del 7 de maig del setmanari parisenc, L'Express va revelar que els experts havien trobat traces d'explosiu en el fuselatge, però l'alt comissionat francès va prohibir la venda d'aquesta edició de la revista quan va aparèixer a la República Centreafricana. Molts van sospitar que homes de negocis expatriats de Bangui, segurament ajudats pels serveis secrets francesos, hi van tenir un paper. També es sospità que Michelle Jourdain hi estava relacionada, ja que el 1959, les relacions entre Boganda i la seva dona s'havien deteriorat i ell la volia deixar i tornar al sacerdoci. Segons Brian Titley, autor de Dark Age: The Political Odissey of Emperor Bokassa, hi havia bones raons per sospitar que ella hi estigués involucrada.
Abel Goumba, el vice-primer ministre i ministre de finances, al que Titley descriu com "intel·ligent, honest i fortament nacionalista", era el seu successor lògic. De totes maneres, el seu confident i cosí, ministre d'interior David Dacko, més relacionat amb els interessos estrangers, fou recolzat per l'alt comissari, el Coronel Roger Barberot, amb el suport de la Cambra de Comerç i de Michell Jourdain. Així es va apartar a Goumba i el MESAN va esdevenir en el partit únic del país. Els esdeveniments després de la mort de Boganda evoquen a altres esforços dels francesos de mantenir la dominació econòmica per a assegurar que líders afins obtinguessin el poder en les seves antigues colònies. Va passar el mateix amb els líders carismàtics Félix Houphouët-Boigny i Léopold Sédar Senghor.

## Llegat
Boganda no és només considerat com a heroi i pare de la seva pàtria, sinó també com un dels grans líders de l'emancipació de l'Àfrica Negra; l'historiador Georges Chaffard el va descriure després de la seva mort com "el més prestigiós i capaç dels homes polítics de l'Àfrica Equatorial", mentres que l'historiador de la política Gérard Prunier el va anomenar "probablement el més dotat i inventiu dels polítics de la generació de la descolonització de l'Àfrica francesa." Entre els llocs que s'hi han dedicat amb el seu nom, hi ha una avinguda a Bangui, una de les més importants instituts de la ciutat, un Castell Boganda i el Bathelemy Boganda Stadium. El 29 de març, l'aniversari de la seva mort, és el dia de Boganda, una festivitat nacional. Boganda també va dissenyar la Bandera de la República Centreafricana, que originàriament fou dissenyada pels Estats Units de l'Àfrica Llatina.
Boganda és un dels líders polítics d'Àfrica que, en l'esforç de desenvolupar les polítiques nacionals, era presentat (o eren presentats tots ells) com un gran líder nacional, glorificat i a vegades fins i tot deïficat. Foren aclamats com els pares de les seves nacions i són considerats prudents en les seves maneres d'entendre els interessos de les seves nacions. Altres que són herois nacionals africans sónLéopold Sédar Senghor, Félix Houphouët-Boigny, Moktar Ould Daddah, Léon M'ba i Daniel Ouezzin Coulibaly. Boganda feu por per a dissuadir la gran circulació de contes sobre els seus poders sobrenaturals, com la invulnerabilitat o fins i tot la immortalitat. Poc abans de morir, una gran multitud esperava veure'l creuar el riu Ubangui caminant sobre les aigües. Ell no s'hi presentà, però, segons sembla, molta gent encara es creia que ho podia fer. Més que un simple líder polític carismàtic, ell fou vist com el "Crist Negre", una gran figura religiosa amb extraordinaris poders. Juntament amb Fulbert Youlou de la República del Congo, que va continuar sent sacerdot mentres era president, Boganda no estava particularment preocupat amb la seva missió religiosa, quan va entrar a la política, sinó que va utilitzar descaradament el respecte popular enorme per a l'església per als interessos polítics. Va utilitzar i manipular contínuament símbols religiosos per a propòsits polítics.
Al morir, va augmentar la seva mística: és un màrtir nacional i contínuament s'hi ha atribuït miracles. El mite de Boganda continua fort a la República Centreafricana i sovint és utilitzat pels seus successors en les seves exortacions a la unitat nacional. Ho han fet els que hi estaven relacionats de manera tènue com Jean-Bédel Bokassa (que era del mateix poblat i grup ètnic minoritari, fill del seu oncle matern, va justificar el seu cop d'estat utilitzant el nom de Boganda i va crear un culte a Boganda coma fundador del seu partit i estat), o David Dacko (que es va situar com a successor ideològic de Boganda per a liderar la "reconciliació nacional" durant les eleccions del 1981) per a utilitzar-ho per als seus interessos.

### Utilitzada en les referències
- Appiah, K. Anthony; Henry Louis Gates, Jr. (eds.). Africana: The Encyclopedia of the African and African American Experience.  Nova York: Basic Books, 1999. ISBN 0-465-00071-1.
- Chirot, Daniel. Modern Tyrants: The Power and Prevalence of Evil in Our Age.  Princeton, Nova Jersey: Princeton University Press, 1996. ISBN 0-691-02777-3.
- Clark, John F.; David E. Gardinier (eds.). Political Reform in Francophone Africa.  Boulder, Colorado: Westview Press, 1997. ISBN 0-8133-2785-7.
- Kalck, Pierre. Central African Republic: A Failure in De-Colonisation. translated by Barbara Thomson.  Londres: Pall Mall Press, 1971. ISBN 0-269-02801-3.
- Kalck, Pierre. Historical Dictionary of the Central African Republic. translated by Xavier-Samuel Kalck. 3a edició.  Lanham, Maryland: The Scarecrow Press, 2005. ISBN 0-8108-4913-5.
- Le Vine, Victor T. Politics in Francophone Africa: The States of West and Equatorial Africa.  Boulder, Colorado: Lynne Rienner Publishers, 2004. ISBN 1-58826-249-9.
- Olson, James S. (ed.). Historical Dictionary of European Imperialism.  Westport, Connecticut: Greenwood Press, 1991. ISBN 0-313-26257-8.
- Prunier, Gérard. Africa's World War: Congo, the Rwandan Genocide, and the Making of a Continental Catastrophe.  Oxford: Oxford University Press, 2009. ISBN 978-0-19-537420-9.
- Titley, Brian. Dark Age: The Political Odyssey of Emperor Bokassa.  Mont-real: McGill-Queen's University Press, 1997. ISBN 0-7735-1602-6.